# Société Générale des Chemins de Fer Economiques
La Société Générale des Chemins de fer Économiques (SGCFE o SE) fu una compagnia belga che operò nei mercati ferroviari e tranviari di diversi paesi europei, come la Francia, l'Italia e lo stesso Belgio.

## Storia
Il 14 agosto 1874 fu costituita a Bruxelles la Société Générale des Tramways (SGT) che rappresentò un vero e proprio trust finanziario nel settore dei trasporti pubblici quale diretta emanazione del gruppo della Banque de Bruxelles fondata nel 1871 dal finanziere Jacques Errera assieme alla Società Errera-Oppenheim, Cassel, Brugman e alla Banque Belge de Commerce et d'Industrie.
Il primo investimento estero di tale holding fu attuato nello stesso 1874 a Torino, con la realizzazione di una rete urbana di 21,5 km e della tranvia Torino-Moncalieri, di 8 km. I numerosi interessi e contatti di Errera portarono la SGT ad investire in Italia e Germania, dove furono costituite tre società, per la gestione delle reti tranviarie di Trieste,  Barmen -Eberfeld e Napoli, detenendo altresì la concessione della ferrovia Bari-Barletta e in seguito quella della rete tranviaria di Firenze. Fra gli impianti gestiti direttamente dalla società figuravano la ferrovia Biella-Balma e la 
ferrovia Biella-Cossato-Vallemosso.
Morto Errera, nel febbraio 1880 la SGT venne liquidata e rifondata come Société Générale des Chemins de Fer Economiques (SGCFE) a cura di alcune banche belghe, quali la Banque de Bruxelles, la Banque Cassel et Cie e la filiale presso la capitale belga della Banque de Paris et des Pais-Bas, che rilevò tutte le attività della SGT. Nel 1882 il capitale sociale ammontava a 16 milioni di franchi.
L'azienda, che in poco tempo acquisì un posto di rilievo nella storia delle società belghe di trasporti pubblici all'estero, fino al 1893 investì la gran parte del capitale in Italia, arrivando a impegnare più di 17 milioni di franchi per la fondazione di ventiquattro 24 società di trasporto pubblico.
All'inizio del secolo la SGCFE acquisì una partecipazione nella francese Société générale des chemins de fer économiques, proprietaria di una vasta rete di ferrovie secondarie, lunga 2429 km, nel paese transalpino.
Nel 1905, assieme alla Sofina e alla Société générale belge d'entreprises électriques, la SE rilevò svariate società esercenti le tranvie di Barcellona, Bilbao, Buenos Aires e Bangkok. Nello stesso anno partecipò all'aumento di capitale della Société des chemins de fer électriques Nord-Sud de Paris.
Nel 1911 fu socio fondatore della Société des Exploitation Électriques.
Nel 1913 il capitale sociale ammontava a circa 24 milioni di franchi.